# Zorea, Novhorod-Siverskîi
Zorea (în ucraineană Зоря) este un sat în comuna Bucikî din raionul Novhorod-Siverskîi, regiunea Cernihiv, Ucraina.

## Demografie
Componența lingvistică a localității Zorea
     Rusă (100%)
Conform recensământului din 2001, toată populația localității Zorea era vorbitoare de rusă (100%).